# مايك جونز (مدرب كرة سلة)
مايك جونز (بالإنجليزية: Mike Jones)‏ هو مدرب كرة سلة أمريكي، ولد في 1954.